# Poecilus versicolor
Espèce
Poecilus versicolor est une espèce d'insectes de l'ordre des coléoptères, de la famille des Carabidae.